# 迪尔克·扎格尔
迪尔克·扎格尔（德語：Dirk Sager，1940年8月13日—2014年1月2日），是一名德国记者。他是国际笔会会员，从1968年就在德国新闻机构ZDF供职。
扎格尔出生于德国汉堡市，在柏林自由大学读书。
2014年，他因患中风，死于波茨坦，享年73岁。